# كوول سبوت
كوول سبوت (بالإنجليزية: Cool Spot)‏ هي لعبة فيديو عبارة عن شعار مشروب غازي سفن أب من تطوير فيرجن انتراكتف صدرت في عام 1993 ولعبة على الجهاز سيجا ميجا درايف وسوبر نينتندو.

## وصلات خارجية
- Spot على موبي غيمز
- Seven Up Spot at Commodore Scene Database
- See Spot Go. In 1987, 7UP introduced Spot, a character derived from the red dot in the 7UP trademark.

لم يتم العثور على روابط لمواقع التواصل الاجتماعي.